# Berardia lanuginosa
Berardia lanuginosa – gatunek roślin z rodziny astrowatych (Asteraceae). Reprezentuje monotypowy rodzaj Berardia. Zasięg gatunku obejmuje wysokie partie Alp we Francji, Szwajcarii i Włoszech.

## Morfologia
PokrójRoślina zielna bezłodygowa i nieuzbrojona (bez kolców).
LiścieZaokrąglone, całobrzegie lub ząbkowane, gęsto owłosione z wyraźnym użyłkowaniem  wypukłym od dołu, białym od góry.
KwiatyZebrane w pojedynczy, siedzący koszyczek. Listki okrywy szydlaste, owłosione i szorstkie. Korony kwiatów żółtawe lub różowawe. Łącznik między woreczkami pyłkowymi bardzo długi i zaostrzony.
OwoceMiękkie (miękiszowe), podługowate i nagie niełupki. Puch kielichowy w postaci skręconych i pokrytych łuseczkami ości.

## Systematyka
Pozycja systematyczna
Rodzaj z podplemienia Carduinae, plemienia Cardueae i podrodziny Carduoideae w obrębie rodziny astrowatych Asteraceae. W niektórych ujęciach jest wyodrębniany do monotypowego podplemienia Berardiinae Garcia-Jacas & Susanna.